# Le gendarme est sans culotte
Le gendarme est sans culotte est un film muet français réalisé par Louis Feuillade et sorti en 1914.

## Fiche technique
- Titre : Le gendarme est sans culotte
- Réalisation et scénario : Louis Feuillade
- Société de production : Société des Établissements L. Gaumont
- Pays de production : France
- Format : Muet - Noir et blanc - 1,33:1 - 35 mm
- Métrage : 470 m
- Genre : Court métrage
- Date de sortie :
  - France : avril 1914

## Distribution
- Charles Lamy
- Suzanne Le Bret
- Mademoiselle Le Brun
- Marcel Lévesque